# L'Apôtre (film, 2014)
Pour les articles homonymes, voir L'Apôtre.
Pour plus de détails, voir Fiche technique et Distribution.
L'Apôtre est un film dramatique français sorti en 2014, écrit, réalisé et produit par Cheyenne Carron. Le film obtient le prix spécial de la fondation Capax Dei au festival Mirabile Dictu de 2014, et son acteur principal, Fayçal Safi, est nommé parmi les Révélations masculines lors de la 40e cérémonie des César.

## Synopsis
Akim est un jeune musulman qui se destine, avec son frère Youssef, à devenir imam. Tandis que la sœur d'un prêtre catholique de son quartier est assassinée par un voisin, ce prêtre décide de continuer à vivre auprès de la famille de l'assassin, car il sent que cela les aide à vivre. Interpellé par cet acte de charité, Akim s'engage dans un chemin de conversion au christianisme, qui va l'opposer à son frère et à l'ensemble de sa communauté. Le film met en évidence d'une part la déstabilisation de la famille d'Akim à la suite de sa conversion, d'autre part, les liens familiaux très forts de cette famille qui veut malgré tout conserver des liens avec lui.

## Fiche technique
- Titre : L'Apôtre
- Réalisation : Cheyenne Carron
- Production : Carron Distribution
- Distribution : Carron Distribution
- Budget : 300 000 euros
- Pays d'origine :  France
- Lieux de tournage : France
- Genre : drame
- Durée : 117 minutes
- Dates de sortie : 1er octobre 2014
- musique : Patrick Martens

## Distribution
- Fayçal Safi : Akim
- Brahim Tekfa : Youssef, le frère d'Akim
- Sarah Zaher : Hafsa, la soeur d'Akim
- Salah Sassi : Abdellah, le père d'Akim
- Norah Krief : Maya, la mère d'Akim
- Touffik Kerwaz : Rachid, l'oncle d'Akim et imam
- Yannick Guérin : le père Fauré
- Stéphanie Rey : la victime étranglée, soeur du père Fauré
- Nicolas Avinée : Fabien
- Camille Lavabre : Laurence, la femme de Fabien
- Jean-Louis Belkacemi : Brahim, le converti

## Distinctions
L'Apôtre obtient le prix spécial de la fondation Capax Dei au festival Mirabile Dictu (Vatican, 2014). Il est également sélectionné au festival Rendez-vous du jeune cinéma français (Russie, 2014), au Festival du film franco-arabe (Jordanie, 2014) et au festival Braunschweig International film (Allemagne, 2014).

## Autour du film
L'Apôtre rend hommage au prêtre catholique du village où habitait Cheyenne Carron à ses 19 ans. Celui-ci a perdu sa sœur, étranglée par le fils de ses voisins, des musulmans d'origine marocaine. Malgré cela, le prêtre a souhaité rester vivre auprès d'eux, car « sa présence les aidait à vivre »,. Cette histoire a inspiré le début du film, dans lequel l'acte de charité du prêtre est à la base du processus de conversion du héros, Akim.
Devant les difficultés rencontrées pour financer son film, et notamment le refus de tout financement par le Centre national du cinéma, Cheyenne Carron a décidé de contacter les dix premières fortunes françaises pour leur demander de l'aide. L'une d'entre elles a accepté, dont le nom est révélé à la sortie du film en salles,.
Dans le contexte de l'attentat contre Charlie Hebdo début janvier 2015, et sur demande de la DGSI, deux projections de ce film à Neuilly et à Nantes sont temporairement déprogrammées par crainte d'un attentat.